# Steve Hogarth
Pour les articles homonymes, voir Hogarth.
Steve Hogarth, de son vrai nom Ronald Stephen Hoggarth, est un chanteur, compositeur et multi-instrumentiste anglais né le 14 mai 1956 à Kendal (Angleterre), membre du groupe Marillion depuis 1989. Il est souvent surnommé "h".

## Biographie
En 1981, il commence sa carrière au sein du groupe britannique The Europeans en tant que chanteur-claviériste. Il s'affirme très vite comme le leader du groupe.
En 1987, il réalise, avec le guitariste Colin Woore (The Europeans), le projet How We Live. Les deux musiciens ne sortiront finalement qu'un seul album : Dry Land dont le titre phare sera repris par Marillion.
En 1988, il remplace le chanteur écossais Fish de Marillion, ce dernier tentant sa chance dans une carrière solo.

Les fans de la première heure associant Marillion au charisme de Fish ont du mal à accepter ce nouveau venu. Le groupe nouvelle formule réussira de très bons albums qui n'ont rien à envier à la période Fish (Brave, Afraid of Sunlight, Marbles, Happiness is the road). Steve Hogarth est considéré comme un des meilleurs chanteurs de la scène rock des années 1990 et 2000 selon Manuel Rabasse : 

« Il est meilleur chanteur [que son prédécesseur] grâce à une sensibilité, une maîtrise et un sens de la retenue, qui en font, encore à l'heure actuelle, un des meilleurs (et des plus mésestimés) interprètes anglais en activité »

En 1997, il se lance dans un projet solo parallèle.
Depuis 1983, il fait régulièrement des apparitions dans d'autres albums.

## Discographie

### Marillion
- 1989: Seasons end
- 1991: Holidays in Eden
- 1994: Brave
- 1995: Afraid of sunlight
- 1996: Made again (Live)
- 1997: This strange engine
- 1998: Radiat10n
- 1999: Marillion.com
- 2001: Anoraknophobia
- 2002: Anorak in the UK (Live)
- 2004: Marbles
- 2005: Marbles On The Road
- 2007: Somewhere Else
- 2008: Happiness is the road
- 2009: Less is More
- 2012: Sounds that can't be made
- 2016: F.E.A.R
- 2022: An Hour Before It's Dark

### En solo
- 1997: Ice Cream Genius

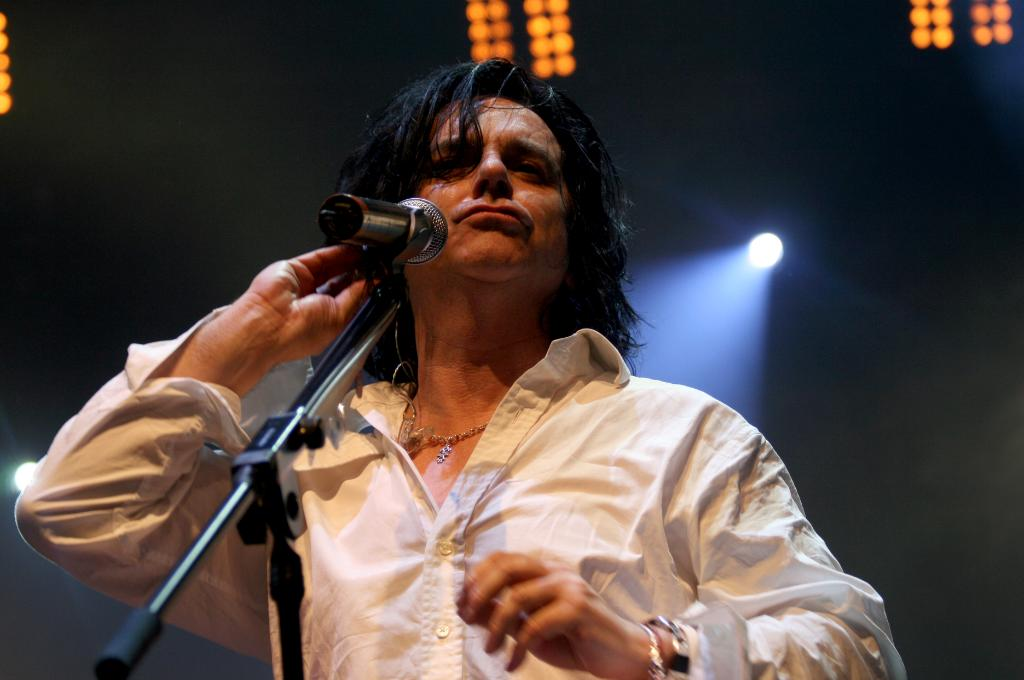
Steve Hogarth sur scène avec Marillion, au festival de Montréal en 2009.

- 1998: Ice Cream Genius (réédition)
- 2002: Live Spirit:Live Body (live)
- 2012: Not The Weapon But The Hand (en collaboration avec Richard Barbieri). Ce dernier compose les musiques alors que Steve écrit les paroles et interprète les huit titres de l'album.
- 2013: Arc Light (with Richard Barbieri)

### Participations
- 1983: Once Bitten – Annabel Lamb (claviers)
- 1985: Domestic Harmony – Do-Ré-Mi (claviers)
- 1986: Infected – The The (claviers)
- 1987: Blue Yonder – Blue Yonder (chœurs)
- 1987: Saint Julian – Julian Cope (chœurs)
- 1988: Union – Toni Childs (claviers)
- 1990: Sailing – Rock Against Repatriation (chant)
- 1998: Ocean Songs – Chucho Merchan (chant)
- 1999: The Emperor Falls – John Wesley (chœurs) où il est également accompagné de Steve Rothery
- 2007: Systematic Chaos – Dream Theater (voix)
- 2011: Till Then We Wait- Sun Domingo (vocals)
- 2011: The Awakening - Edison's Children (vocals)
- 2012: Paintings in Minor Lila - Egbert Derix (narration on "This Train Is My Life")
- 2014: Music For Trains - Peter Brown (Spoken vocal on "Houdini Highs")
- 2015: Gitanos Catalans: 20 Anys de Sabor de Gràcia - Sabor de Gràcia
- 2017: Colours Not Found In Nature - Isildurs Bane & Steve Hogarth (lead vocals)
- 2023: Drive (The Cars cover) (lead vocals) sur l'album Echoes – Ancient & Modern de Trevor Horn